# Vlag van Oude Pekela

Vlag van Oude Pekela
(1956-1990)

De vlag van Oude Pekela werd op 12 november 1956 door de gemeenteraad van Oude Pekela vastgesteld als gemeentevlag.
In 1990 verviel de vlag toen Oude Pekela werd samengevoegd met Nieuwe Pekela tot de gemeente Pekela.

## Beschrijving en verklaring
De vlag kan als volgt worden beschreven:
Twee banen van gelijke hoogte van geel en groen, met op het midden van de vlag het gemeentelijk wapenschild, met een hoogte van 3/8 van de vlaghoogte.
De kleuren zijn ontleend aan het gemeentewapen, dat ook op de vlag is afgebeeld.

## Afgewezen ontwerp
De oude vlag van het Zeemans-collage 'De Trouw', welke een driebanige vlag (in de verhouding 1:2:1) voerde van rood, wit en blauw. maar de oude vlag zijn afgekeurd bij het ontwerpen van de vlag geen rekening gehouden.

## Verwante afbeeldingen

Het wapen van Oude Pekela